# ノース・フィンチリー
ノース・フィンチリー (North Finchley)は、ロンドンのバーネット・ロンドン特別区にある地域である。チャリング・クロスの北西7マイル（11.3キロメートル）に位置する。
| サブスタブ | この項目は、まだ閲覧者の調べものの参照としては役立たない、書きかけの項目です。この項目を加筆・訂正などしてくださる協力者を求めています。このテンプレートは分野別のサブスタブテンプレートやスタブテンプレート（Wikipedia:分野別のスタブテンプレート参照）に変更することが望まれています。 |